# Yves Vanderhaeghe
 (mai 2022).
Si vous disposez d'ouvrages ou d'articles de référence ou si vous connaissez des sites web de qualité traitant du thème abordé ici, merci de compléter l'article en donnant les références utiles à sa vérifiabilité et en les liant à la section « Notes et références ».
Yves Vanderhaeghe, né le 30 janvier 1970 à Roulers en Belgique, est un footballeur international et entraîneur belge qui joue au poste de milieu de terrain.

## Biographie

### Carrière d'entraîneur

#### KV Courtrai
Yves Vanderhaeghe est depuis 2008 l'entraineur-adjoint du KV Courtrai.  Il en devient l’entraîneur principal pour la saison 2014-2015, succédant ainsi à Hein Vanhaezebrouck, entraîneur emblématique de Courtrai, parti à La Gantoise.  Sa première saison en tant qu'entraîneur principal est un vif succès : il qualifie d'emblée le club courtraisien aux playoffs 1.  

#### KV Ostende
Il annonce le 11 mai 2015 qu'il quitte Courtrai pour le KV Ostende. Lors de la saison 2016-2017, il termine à la 5e place du championnat et atteint la finale de la coupe. En septembre 2017, à la suite du départ catastrophique de son équipe (1 point en 7 matchs), il est limogé.

#### KAA La Gantoise
Le 4 octobre 2017, il est nommé entraîneur du KAA La Gantoise. Il permet au club de finir à la 4e place dans les PO1 et, par conséquent, de participer au 3e tour de qualification de la Ligue Europa. 
Il est limogé du club le 8 octobre 2018, après un mois sans victoire en championnat, une 7e place au classement général et une élimination précoce au 3e tour de qualification de la Ligue Europa face aux Girondins de Bordeaux.

#### Retour au KV Courtrai
Le 15 novembre 2018, il signe un nouveau contrat au club de ses débuts, le KV Courtrai.
Il permet de redresser le club (12e lors de son arrivée) en finissant à la 8e place lors de la phase classique. Ce redressement se confirme durant les PO2 où les kerels atteignent la finale des PO2, toutefois perdue face au Sporting de Charleroi.
La saison 2020-2021 est plus compliqué pour le club courtraisien.
Yves Vanderhaeghe est limogé du club le 31 janvier 2021, au lendemain de la défaite 1-3 face au Sporting de Charleroi, à la suite d'une décevante 14e place au classement. Il est remplacé par le Slovène Luka Elsner.

#### Cercle de Bruges
Le 3 février 2021, soit 3 jours après son éviction du KV Courtrai, Yves Vanderhaeghe devient le nouvel entraîneur du Cercle de Bruges, en remplacement de l'entraîneur anglais Paul Clement.  
Il y a signé un CDI et aura pour 1ere mission de sauver le club de la relégation.
Il parvient à maintenir les "groen en zwart" en D1A à la fin de la saison 2020-2021, en finissant 16e sur 18.
Il est remercié le 28 novembre 2021, à la suite d'un début de saison 2021-2022 manqué (17e et avant-dernier du championnat avec 13 points après 16 matches).

#### Retour au KV Ostende
Le 11 février 2022, Yves Vanderhaeghe devient le nouvel entraîneur du KV Ostende, en remplacement d'Alexander Blessin, parti au Genoa CFC. Il y a signé un contrat portant jusqu'à la fin de la saison 2021-2022.
Le 29 avril 2022, il prolonge son contrat jusqu'en juin 2024 mais est licencié fin octobre à la suite de résultats décevants.

#### Retour au KV Courtrai
Arrivé le 18 décembre 2024 au lendemain de l'éviction de l'Islandais Freyr Alexandersson (nl), Yves Vanderhaeghe est remercié le 19 février 2025, à peine deux mois plus tard, au terme d'un bilan très défavorable de deux points en huit rencontres.

## Palmarès
- Championnat de Belgique : 2001-2004-2006 et 2007 avec le RSC Anderlecht
- Finaliste de la Coupe de la Ligue belge de football : 2000
- Première sélection avec l'équipe de Belgique le 30 mai 1999 : Belgique - Pérou (Kyoto)